# پاشلک ماداگاسکاری
پاشلک ماداگاسکار (نام علمی: Gallinago macrodactyla) نام یک گونه از تیره آبچلیک است.